# 液体金属

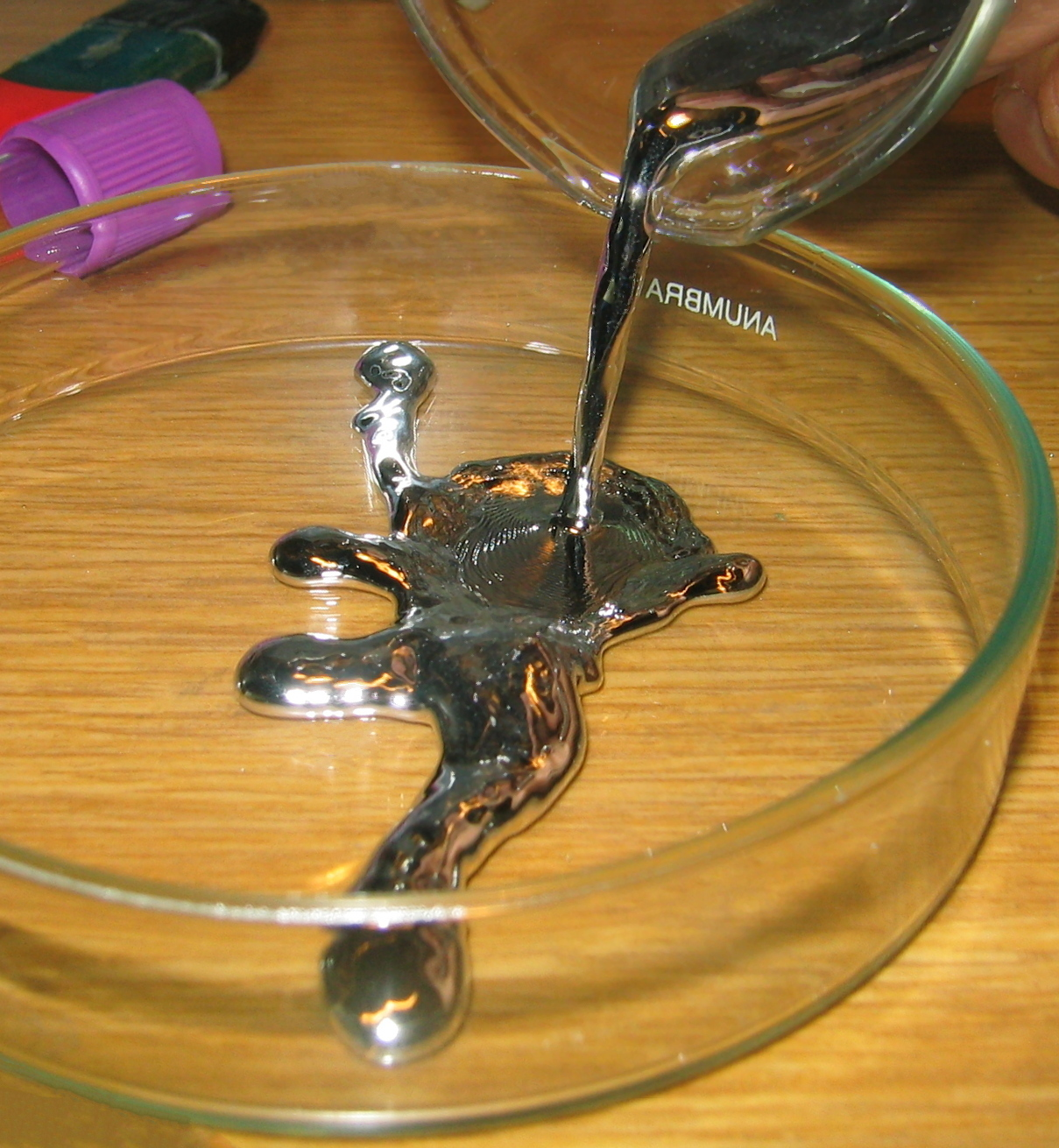
液体金属である水銀

液体金属（えきたいきんぞく、英語: Liquid metal）は、融点から沸点の間で液体状になった金属を指し、狭義では室温付近で液体状になる金属を指す。
室温では、ほとんどの金属が固体金属となるが、室温付近で液体になる金属として、-38.8℃（234.3 K、-37.9°F）以上で融解する水銀（元素記号：Hg）のほか、融点が28.5℃（83.3°F）のセシウム (Cs)、39℃ （102°F）のルビジウム (Rb)、30℃ （86°F）のガリウム (Ga)、27℃ （80°F）のフランシウム (Fr)の5種類がある。

## 性質
水などのように流動性をもち、熱や電気を通し、磁場の影響を受けやすい。酸化しやすく、表面張力が大きい（そのため、少量だと球状になる）。
水銀やガリウムなどのように、他の多くの金属と液体状の合金になる。水銀の合金は、特にアマルガムと呼ばれる。

## 用途
原子炉の冷却材
原子力潜水艦の推進用原子炉や高速増殖炉のような小さな設置面積において、より多くの熱を発生させる高速炉で冷却材として液体となったナトリウム（融点97.79℃）、リチウム（融点181℃）などが液体金属冷却炉に使用される。同様に用いられるナトリウムカリウム合金は、さらに融点が低い。
他の金属の分離
水銀は金などを取り出すのに利用された。粉々にした金鉱石を水銀に溶かし、水銀の沸点まで高温にすることで金と分離した。

溶接、はんだ付け
2個以上の物体の接着面で、場合によっては溶加材と共に熱や圧力を加えて溶かし、一度液体金属にして接合する溶接が行われている。
溶鉱炉と金属製品
高炉で金属類は溶かされ、液体状の金属となったものを鋳型などに流すなどして整形し、鉄板などの製品が製造される。
その他
- CPUの冷却装置、放熱グリス
- 電磁ポンプ

## 著名な液体金属
水銀

ガリウム
- ガリンスタン - ガリウム・インジウム・スズからなる常温で液体の合金。体温計や放熱グリスに使用される。

鉄ニッケル合金
- 高温高圧でのみ液体となる。地球などの惑星の外核を構成する。

### 文化
- 映画『ターミネーター』シリーズ - 敵役として登場したT-1000やT-Xが流体多結晶合金（液体金属）製のボディを持つ。
- モリブドマンシー（英語版）（鉛・錫占い） - トルコ、ドイツ、北欧などの広い地域で見られ、鉛や錫をスプーンの上で溶かし、水に落として固まった形状から運勢を占う。クリスマスや新年のお祝いに行われるが、アンチモン中毒や鉛中毒など、健康に悪影響があることが報告されている[7]。